# Sinthusa confusa
Sinthusa confusa är en fjärilsart som beskrevs av Evans 1925. Sinthusa confusa ingår i släktet Sinthusa och familjen juvelvingar. Inga underarter finns listade i Catalogue of Life.